# Danae (Jan Gossaert)
La Danae  è un dipinto a olio su tavola (177,2x161,8 cm) di Jan Gossaert (Mabuse), datato 1527 e conservato nell'Alte Pinakothek di Monaco. È firmato IOANNES MALBODIVS PINGEBAT 1527..

## Storia
L'opera fu forse nelle collezioni di Rodolfo II a Praga. Dal 1748 è documentato nella galleria dell'Elettorato, confluendo poi nell'Alte Pinakothek.

## Descrizione e stile
In una sontuosa architettura a emiciclo, che richiama da vicino le costruzioni prospettiche dell'arte italiana, Danae è seduta aprendo la veste e ricevendo la pioggia d'oro in cui si è trasformato Giove, per possederla e fecondarla (ne nascerà l'eroe Perseo). La bella fanciulla, secondo il mito, era stata lì rinchiusa da padre Acrisio di Argo da quando l'oracolo di Delfi gli aveva predetto che sarebbe stato ucciso dal suo nipote. Oltre le colonne si intravedono gli alti edifici di una città, rinascimentali e gotici.
L'artista, pur ispirandosi agli italiani, si differenzia da analoghe rappresentazioni subalpine del tema (la Danae di Correggio o quella di Tiziano), per quanto successive: la giovane non è infatti né distesa né nuda, ma nonostante ciò appare più sensuale che mai, non tanto per il seno scoperto, ma per le gambe dischiuse, su cui la luce si poggia con insistenza e realismo.
Opera matura dell'artista, è caratterizzata da un colore smaltato, freddo e liscio, e una tavolozza ridotta, sebbene accesa da alcune forti macchie di colore che attirano lo sguardo dello spettatore, tra cui il blu oltremarino della veste della donna e il rosso sanguigno delle colonne di granito. L'incarnato luccicante della donna, simile a ceramica smaltata sembra intessere un dialogo con l'architettura.
L'impianto teatrale della scena è anche sottolineato dalla presenza di una sorta di fregio superiore e di uno scalino, che creano una specie di cornice con le colonne e i plinti in primo piano. Sullo scalino si trova la firma dell'artista e la data. La pioggia, che sembra entrare dagli oculi sulla semicupoletta, è realizzata da un fitto tratteggio dorato.